# Иванковац
Иванковац је насеље у Србији у општини Ћуприја у Поморавском округу. Према попису из 2022. било је 175 становника.

## Историја
Током Првог српског устанка код Иванковца се одиграла битка између устаника које су предводили Карађорђе Петровић, Петар Добрњац и Миленко Стојковић. Ово је био први војни окршај између српских устаника и регуларне, султанове војске, чиме је на војном плану отпочела нова фаза Првог српског устанка и шире Српске револуције. На месту битке је 70-их година 20. века подигнут споменик. Овде се налазе Шанчеви из Првог српског устанка на Иванковцу.

## Демографија
У насељу Иванковац живи 214 пунолетних становника, а просечна старост становништва износи 41,7 година (39,7 код мушкараца и 43,7 код жена). У насељу има 73 домаћинства, а просечан број чланова по домаћинству је 3,66.
Ово насеље је великим делом насељено Србима (према попису из 2002. године), а у последња три пописа, примећен је пад у броју становника.
|  |

| Демографија | Демографија | Демографија |
| Година      | Становника  | Становника  |
| ----------- | ----------- | ----------- |
| 1948.       | 271         |             |
| 1953.       | 382         |             |
| 1961.       | 362         |             |
| 1971.       | 328         |             |
| 1981.       | 315         |             |
| 1991.       | 307         | 281         |
| 2002.       | 267         | 302         |

| Етнички састав према попису из 2002.‍ | Етнички састав према попису из 2002.‍ | Етнички састав према попису из 2002.‍ | Етнички састав према попису из 2002.‍ | Етнички састав према попису из 2002.‍ |
| ------------------------------------ | ------------------------------------ | ------------------------------------ | ------------------------------------ | ------------------------------------ |
|                                      |                                      |                                      |                                      |                                      |
| Срби                                 | Срби                                 |                                      | 265                                  | 99,25%                               |
| Румуни                               | Румуни                               |                                      | 1                                    | 0,37%                                |
| Власи                                | Власи                                |                                      | 1                                    | 0,37%                                |
| непознато                            | непознато                            |                                      | 0                                    | 0,0%                                 |

| Година пописа     | 1948. | 1953. | 1961. | 1971. | 1981. | 1991. | 2002. |
| ----------------- | ----- | ----- | ----- | ----- | ----- | ----- | ----- |
| Број домаћинстава | 51    | 78    | 89    | 83    | 84    | 79    | 73    |

| Број чланова      | 1 | 2  | 3 | 4  | 5  | 6 | 7 | 8 | 9 | 10 и више | Просек |
| ----------------- | - | -- | - | -- | -- | - | - | - | - | --------- | ------ |
| Број домаћинстава | 9 | 22 | 5 | 12 | 11 | 7 | 2 | 5 | 0 | 0         | 3,66   |

| Пол    | Укупно | Неожењен/Неудата | Ожењен/Удата | Удовац/Удовица | Разведен/Разведена | Непознато |
| ------ | ------ | ---------------- | ------------ | -------------- | ------------------ | --------- |
| Мушки  | 106    | 17               | 83           | 3              | 2                  | 1         |
| Женски | 113    | 6                | 85           | 21             | 1                  | 0         |
| УКУПНО | 219    | 23               | 168          | 24             | 3                  | 1         |

| Пол    | Укупно                    | Пољопривреда, лов и шумарство | Рибарство                            | Вађење руде и камена | Прерађивачка индустрија       |
| ------ | ------------------------- | ----------------------------- | ------------------------------------ | -------------------- | ----------------------------- |
| Мушки  | 57                        | 24                            | 0                                    | 1                    | 8                             |
| Женски | 29                        | 15                            | 0                                    | 0                    | 1                             |
| УКУПНО | 86                        | 39                            | 0                                    | 1                    | 9                             |
| Пол    | Производња и снабдевање   | Грађевинарство                | Трговина                             | Хотели и ресторани   | Саобраћај, складиштење и везе |
| Мушки  | 3                         | 1                             | 9                                    | 1                    | 4                             |
| Женски | 0                         | 0                             | 1                                    | 1                    | 1                             |
| УКУПНО | 3                         | 1                             | 10                                   | 2                    | 5                             |
| Пол    | Финансијско посредовање   | Некретнине                    | Државна управа и одбрана             | Образовање           | Здравствени и социјални рад   |
| Мушки  | 0                         | 1                             | 3                                    | 0                    | 2                             |
| Женски | 0                         | 0                             | 1                                    | 1                    | 8                             |
| УКУПНО | 0                         | 1                             | 4                                    | 1                    | 10                            |
| Пол    | Остале услужне активности | Приватна домаћинства          | Екстериторијалне организације и тела | Непознато            | Непознато                     |
| Мушки  | 0                         | 0                             | 0                                    | 0                    | 0                             |
| Женски | 0                         | 0                             | 0                                    | 0                    | 0                             |
| УКУПНО | 0                         | 0                             | 0                                    | 0                    | 0                             |